# Shinji Fujiyoshi
Shinji Fujiyoshi (藤吉 信次, Fujiyoshi Shinji) est un footballeur japonais né le 3 avril 1970.